# Tusenmannaschacket
Tusenmannaschacket är en propagandatävling i schack som under många år sponsrades av Dagens Nyheter. Tävlingen arrangerades första gången 1967. Arrangörer är Sveriges Schackförbund, Schackakademin och Stockholms Schackförbund.